# .45 Colt
|  | No s'ha de confondre amb .45 ACP. |

El 45 Colt és un cartutx per revòlver desenvolupat el 1872 per Colt.

## Desenvolupament
Aquest cartutx de revòlver és l'utilitzat pel famós revòlver de l'oest nord-americà, el Colt Single Action Army (Colt d'Acció Simple de l'Exèrcit), més conegut pels seus usuaris civils com a "Peacemaker" o "Frontier".
Va ser el primer cartutx de Colt amb beina de metall, en lloc de ser un cartutx de paper, amb l'evident millora de fiabilitat davant de la humitat i d'altres condicions. Això va ajudar molt a la seva popularitat, i també ho feu el seu alt poder de detenció.
El cartutx original usava pólvora negra, que el 1917 es va substituir per la més moderna i potent nitropólvora. Encara es fa servir, especialment en armes que copien o s'adapten als vells models del salvatge oest.
El 45 Long Colt té un considerable poder de detenció, capaç d'abatre d'un tret a un home amb facilitat. Per exemple, durant els enfrontaments entre els soldats nord-americans i els juramentats moros de les Filipines, els americans van tornar a usar els seus vells revòlvers calibre 45 LC tot i ser més lents, pesants i tenir més retrocés, a causa d'aquesta seguretat que donava el poder neutralitzar a un atacant d'un sol tret.
En la seva capacitat es va basar el posterior cartutx .45 ACP, que seria reglamentari durant més de 70 anys.

## Característiques
Amb una bala de 250 grans (i nitro-pólvora), desenvolupa 260 m/s i 570 Joules.